# Axwell
Axwell (Lund, Suécia, 18 de dezembro de 1977) é o nome artístico do DJ e produtor sueco de House Axel Christofer Hedfors. Atualmente reside em Estocolmo e possui a sua própria gravadora, Axtone. É um dos membros do grupo Swedish House Mafia, juntamente com Steve Angello e Sebastian Ingrosso. 
Em 2010 Axwell ficou colocado em #10 no Top 100 DJ Poll da DJ Magazine.
Os seus singles mais conhecidos são "Feel the Vibe" (2004), "Watch the Sunrise" #3 UK Dance Singles Chart (2005), "Tell Me Why" as Supermode #13 UK Singles Chart (2006) e "I Found U" #6 UK Singles Chart (2007).
Após a saída de Steve Angello,Axwell continuou sua carreira com a colaboração de Sebastian Ingrosso, com o projeto a dois Axwell Λ Ingrosso.

## Biografia
O primeiro sucesso de Axwell foi com o projecto Mambana (Axwell e Isabel Fructuoso), em 2002 o duo editou o single "No Reason" que obteve apoio de alguns top DJs como Little Louie Vega, Danny Rampling and Ben Watt. Os singles que se sucederam foram "Felicidad" e "Libre". "Libre" foi editado em 2003 e foi a música do projecto Mambana que obteve maior sucesso, sendo escolhida para integrar varias compilações.
Ainda em 2003 Axwell lançou a sua versão para o clássico de Evelyn Thomas "High Energy". No fim de 2003 editou "Wait A Minute" (feat. Nevada), que obteve apoio de DJs como Pete Tong, Junior Jack, Kid Creme and David Guetta.  
Em 2004 "Feel The Vibe" (feat. Errol Reid), atingiu o topo das club charts mundiais. "Feel The Vibe" é considerada por Axwell o single mais importante da sua carreira. Em 2005 foi re-editado pela Ministry of Sound com as vocais de Tara McDonald como "Feel The Vibe ('Til The Morning Comes)". Também em 2005 lançou com o vocalista Steve Edwards o single "Watch The Sunrise" (#3 UK Dance Singles Chart) e criou a sua propria editora, Axtone.
Em parceria com Steve Angello e sobre o nome Supermode reciclaram em 2006 o tema "Smalltown Boy" de Bronski Beat, produzindo "Tell Me Why" (#13 UK Singles Chart). Axwell tem produzido ao longo da carreira vários remixes, tem no seu portefólio remixes para: Madonna, Moby, Nelly Furtado, Bob Sinclar, Pharrell, Usher, Deep Dish, Roger Sanchez, The Temper Trap, Eric Prydz.
No verão de 2007 lançou o hit single "I Found U" (feat. Max C) que atingiu a posição #6 da UK Singles Chart e foi considerada a música do ano em Ibiza pelos Ibiza DJ Awards. Ainda nesse ano produziu "Submariner", "It's True" (com Sebastian Ingrosso e Salem Al Fakir) e o primeiro Swedish House Mafia single "Get Dumb" (com Steve Angello, Sebastian Ingrosso e Laidback Luke).
Em parceria com Bob Sinclar lançou em Junho de 2008 "What A Wonderful World" (feat. Ron Carroll), a música foi originalmente produzida para remixar "Everytime We Touch" do David Guetta, mas Guetta acabou por recusar a música. Ainda nesse verão editou com Dirty South "Open Your Heart" (feat. Rudy).
"Leave The World Behind" foi o segundo single do grupo Swedish House Mafia, com participação de Laidback Luke e vocais de Deborah Cox foi lançado em 2009, nesse verão - de 22 de Junho até 21 de Setembro - o grupo teve a sua própria festa em Ibiza, Swedish House Mafia - Dark Forest, Monday Nights @ Pacha Ibiza. 
"Sinto pressão para manter certo nível de sucesso", diz Axwell. "Isso é um peso que recai sobre meus ombros, mas toda a pressão vem de mim mesmo. Eu quero cada faixa seja melhor do que a anterior, que soe mais forte, que soe mais cheia, que funcione melhor nos clubs. Este tipo de pressão empurra-me para a frente, de forma criativa."

## Singles

### Como artista principal
| Título                                                                                        | Ano  | Posições em paradas músicais | Posições em paradas músicais | Posições em paradas músicais | Posições em paradas músicais | Posições em paradas músicais | Álbum             |
| Título                                                                                        | Ano  | SUE                          | BEL                          | FRA                          | HOL                          | UK                           | Álbum             |
| --------------------------------------------------------------------------------------------- | ---- | ---------------------------- | ---------------------------- | ---------------------------- | ---------------------------- | ---------------------------- | ----------------- |
| "Feel the Vibe"                                                                               | 2004 | —                            | 3                            | —                            | 62                           | 16                           | Non-album singles |
| "Watch the Sunrise"                                                                           | 2006 | —                            | —                            | —                            | 89                           | 70                           | Non-album singles |
| "I Found U" (featuring Max'C)                                                                 | 2007 | —                            | 9                            | —                            | 10                           | 6                            | Non-album singles |
| "Get Dumb" (with Angello, Ingrosso and Laidback Luke)                                         | 2007 | —                            | —                            | —                            | 45                           | —                            | Non-album singles |
| "It's True" (with Sebastian Ingrosso vs. Salem Al Fakir)                                      | 2007 | 38                           | —                            | —                            | 64                           | —                            | Non-album singles |
| "What a Wonderful World" (with Bob Sinclar featuring Ron Carroll)                             | 2008 | 18                           | 9                            | —                            | 14                           | 48                           | Born in 69        |
| "Open Your Heart" (with Dirty South featuring Rudy)                                           | 2008 | —                            | —                            | —                            | 21                           | —                            | Non-album singles |
| "Leave the World Behind" (with Ingrosso, Angello and Laidback Luke featuring Deborah Cox)     | 2009 | 39                           | 14                           | —                            | 75                           | —                            | Non-album singles |
| "Nothing But Love" (featuring Errol Reid)                                                     | 2010 | 39                           | 35                           | —                            | 91                           | —                            | Non-album singles |
| "Heart Is King"                                                                               | 2011 | —                            | 40                           | —                            | —                            | —                            | Non-album singles |
| "Roar" (with Sebastian Ingrosso)                                                              | 2013 | —                            | 64                           | —                            | —                            | —                            | Non-album singles |
| "Center of the Universe"                                                                      | 2013 | 39                           | 13                           | 193                          | —                            | —                            | Non-album singles |
| "I Am" (with Sick Individuals featuring Taylr Renee)                                          | 2013 | —                            | 42                           | —                            | —                            | —                            | Non-album singles |
| "Belong" (with Shapov)                                                                        | 2016 | 78                           | —                            | —                            | —                            | —                            | Non-album singles |
| "—" indica que a gravação não foi incluída nas paradas ou não foi distribuída naquela região. |      |                              |                              |                              |                              |                              |                   |

### Remixes
- 2014: Hook & Sling ft Karin Park - Tokyo By Night
- 2014: Mutiny UK & Steve Mac feat. Nate James - Feel The Pressure (with NEW_ID)
- 2013: Discopolis - Falling (Commited To Sparkle Motion)
- 2012: Ivan Gough & Feenixpawl feat. Georgi Kay - In My Mind
- 2012: Usher - Euphoria (with Sebastian Ingrosso & Steve Angello)
- 2011: David Tort ft Gosha ʻOne Lookʼ (Axwell vs. Dimitri Vegas & Like Mike Mix)
- 2011: Hard Rock Sofa & St. Brothers - Blow Up (with Thomas Gold)
- 2010: Adrian Lux - Teenage Crime (Remode with Henrik B.)
- 2010: Adrian Lux - Teenage Crime
- 2010: Prok & Fitch ft. Nanchang Nancy - Walk With Me (With Daddy's Groove)
- 2009: The Temper Trap - Sweet Disposition (with Dirty South)
- 2009: TV Rock ft. Rudy - In the Air (Ft Rudy)
- 2008: Abel Ramos & Miss Melody - Rotterdam City Of Love
- 2008: Adele - Hometown Glory
- 2008: TV Rock - Been A Long Time (Ft Rudy)
- 2008: Hard Fi - I Shall Overcome
- 2007: Dirty South - Let It Go
- 2007: Faithless - Music Matters
- 2007: Bob Sinclar - Feel For You
- 2006: Sunfreakz - Counting Down The Days
- 2006: Madonna - Jump
- 2006: Moby and Mylene Farmer - Slipping Away (Crier La Vie)
- 2006: Nelly Furtado - Promiscuous
- 2006: Lorraine - Transatlantic Flight
- 2006: Bob Sinclar - World, Hold On
- 2005: Pharrell - Angel
- 2005: Deep Dish ft Stevie Nicks - Dreams
- 2005: Ernesto Vs Bastian - Dark Side Of The Moon (with Sebastian Ingrosso)
- 2005: Hard Fi - Hard To Beat
- 2005: Roger Sanchez - Turn On The Music
- 2005: Jerry Ropero & Dennis The Menace - Coração
- 2005: C-Mos - 2 Million Ways
- 2005: Average White Band - Let's Go Round Again
- 2005: Rasmus Faber - Get Over Here
- 2004: DJ Flex - Love 4 U
- 2004: Usher - Burn
- 2004: Mia Taylor - Shine
- 2003: Stonebrigde Feat. Therese - Put Em High
- 2003: Eric Prydz - Slammin
- 2003: Souledz - You Can't Hide Your Love
- 2003: The Attic - Destiny
- 2003: Clipse Ft Faith Evans - Mah I Don't Love Her
- 2002: Room 5 - Make Luv
- 2002: Soulsearcher - Feelin Love
- 2002: Afro Angel - Join Me Brother
- 2002: Deli pres. Demetreus - BetterLove
- 2002: Robbie Rivera - Burning
- 2002: Mendez - No Criminal
- 2002: Playmaker - BlackPony
- 2002: L'Stelle - Let It Go
- 2002: Michelle Wilson - Love Connection
- 2002: Mendez - Adrenaline
- 2002: Enamor - I Believe
- 2001: MixMaster & Axwell - Summerbreeze
- 2001: Waako - I Get Lifted
- 2001: OceanSpirit - BourbonStreet
- 2001: Mendez - Blanca!
- 2001: MowRee - Luv Is Not To Win
- 2001: LoveSelective - El Bimbo Latino
- 2001: Murcielago - Los Americanos
- 2001: MixMaster - Latin Session
- 2001: Sahlene - House
- 2001: EasyStreet feat. Nevada - Be With You
- 2001: Bikini - Nite&Day
- 2001: Cape - L.O.V.E
- 2000: Lutricia McNeal - Sodapop
- 2000: Stonebridge feat. Dayeene - I Like
- 2000: Antiloop - Only U
- 2000: Tin Pan Alley - My Love Has Got A Gun
- 2000: Da Buzz - Let Me Love You
- 2000: Juni Juliet - Back In My Arms
- 2000: Elena Valente - Love Is
- 2000: Domenicer - Dolce Marmellata

### Aliases

#### Axwell Λ Ingrosso
todas as colaboraçōes são com Sebastian Ingrosso
- 2014: We Come, We Rave, We Love
- 2014: Can't Hold Us Down
- 2014: Something New
- 2015: On My Way
- 2015: Sun Is Shining
- 2015: This Time
- 2016: Dream Bigger
- 2016: Thinking About You

#### Swedish House Mafia
todas as colaborações são com  Steve Angello e Sebastian Ingrosso
- 2007 "Get Dumb" (Swedish House Mafia and Laidback Luke)
- 2009 "Leave the world behind" (Swedish House Mafia and Laidback Luke ft. Deborah Cox)
- 2010 "One" (with Sebastian Ingrosso & Steve Angello)
- 2010 "Miami 2 Ibiza" (feat. Tinie Tempah with Sebastian Ingrosso & Steve Angello)
- 2011 "Save the world" (feat. John Martin with Sebastian Ingrosso & Steve Angello)
- 2012 "Don't you worry child" (feat. John Martin with Sebastian Ingrosso & Steve Angello)

#### Mambana
todas as colaborações são com Isabel Fructuoso
- 2001 "No Reason"
- 2003 "Libre"
- 2004 "Felicidad"
- 2004 "Libre 2005 - The Remixes"
- 2005 "Felicidad 2005 - The Remixes"

#### Quazar
todas as musicas editadas sobre o nome Quazar / Sanxion estão disponíveis para download em ftp.modland.com
- 1995 "Stars on Earth"
- 1995 "When we Rise"
- 1996 "At the Morgue"
- 1996 "Hybrid Song (Funky Stars)"
- 1997 "Dubbeldist"
- 1997 "Pure Instinct"

#### OXL
- 1995 "Tranquility"
- 1996 "Output"
- 1997 "Pulze"
- 2001 Pump

#### Outrosaliases
- 2001 "High Priestess" remix (by Tropical Deep), as Soulplayaz
- 2002 "What Would You Do / You Set Me Free", as Soulplayaz
- 2005 "I Get Lifted", as Soulplayaz
- 2002 "So Right", as Jetlag (with Patrick's Imagination)
- 2003 "Clubs & Discotexxx", as Busty Times
- 2003 "Heart of Mine", as Mahogany People
- 2003 "Get Naked", as Starbeach
- 2006 "Tell Me Why", as Supermode (with Steve Angello) (#13 UK, #5 Netherlands)
- 2006 "123 / 321", as Axer (with Eric Prydz)